# G 117-B15A
G117-B15A är en ensam stjärna i den mellersta delen av stjärnbilden Lilla lejonet och har även variabelbeteckningen RY Leonis Minoris. Den har skenbar magnitud av ca 15,5 och kräver ett kraftfullt teleskop för att kunna observeras. Baserat på parallax enligt Gaia Data Release 3 på ca 17,4 mas, beräknas den befinna sig på ett avstånd på ca 188 ljusår (ca 57,5 parsek) från solen. Den rör sig bort från solen med en heliocentrisk radialhastighet på 2 km/s.

## Egenskaper
G117-B15A är en vit dvärgstjärna av spektralklass DAV4. Den har en massa som är ca 0,7 solmassa och har en effektiv temperatur av ca 12 400 K. Stjärnan är en källa till röntgenstrålning.

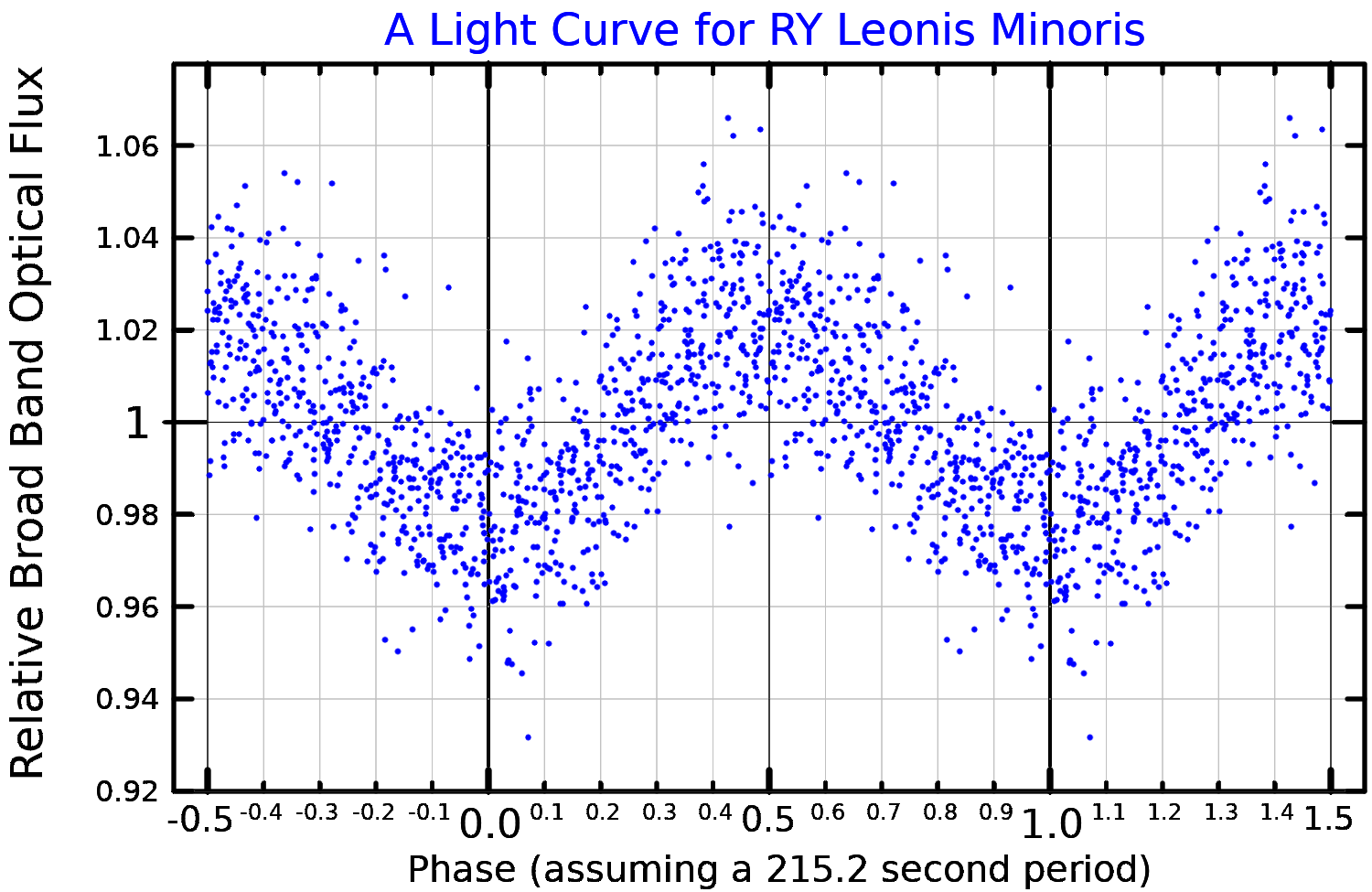
Ljuskurva för RY Leonis Minoris, plottad från data publicerade av Chote et al. (2014).

G117-B15A visades 1974 av Richer och Ulrych vara variabel, vilket 1976 bekräftades av McGraw och Robinson. År 1984 visades det att stjärnans variabilitet beror på icke-radiala gravitationsvågpulseringar. Som en konsekvens är dess tidsskala för periodändring direkt proportionell mot dess kylningstidsskala, vilket gör att dess kylningshastighet kan mätas med hjälp av asteroseismologisk teknik. Dess ålder uppskattas till 400 miljoner år. Dess ljuskurva har en dominerande period på 215,2 sekunder,  som beräknas öka med ungefär en sekund per 14 miljoner år. G117-B15A har hävdats vara den mest stabila optiska klockan som någonsin hittats, mycket stabilare än tickarna på en atomklocka. Den är också den första pulserande vita dvärgen som har identifierat sitt huvudsakliga pulsationslägesindex.